# 桜色の風が咲く
『桜色の風が咲く』（さくらいろのかぜがさく）は、松本准平監督により2022年11月4日に公開された日本映画。主演は12年ぶりの映画主演となる小雪。青年期の福島智を田中偉登が演じる。
英語タイトルは『A Mother's Touch』となっている。2023年4月、『桜色の風が咲く』が第47回日本カトリック映画賞を満場一致で受賞。

## 概要
9歳で失明し、18歳で聴力を失いながらも世界初の盲ろう者の大学教授となり、2003年に雑誌「TIME」による「アジアの英雄」に選出され、現在は東京大学先端科学技術研究センターバリアフリー分野教授を務める福島智の幼少期から大学受験までを描くとともに、視力と聴力をともに失った息子の智のために母親の令子が智との会話から考案し、リアルタイムで言葉を伝える新たなコミュニケーション手段として広がっていく「指点字」誕生に至る物語が描かれる。

## キャスト
- 福島令子（智の母）：小雪
- 福島智（青年期）：田中偉登
- 福島正美（智の父）：吉沢悠[1][2]
- 増田真奈美:吉田美佳子
- 山本正人:山崎竜太郎
- 矢野正孝:札内幸太
- 奥田勝利:井上肇
- 飯田瑞穂:朝倉あき[1][2]
- 長尾光則:リリー・フランキー[1][2]
- 福島智(幼少):森優理斗
- 遠藤千空
- 辻岡甚佐
- 長嶋琉季
- 福島久志:和宥
- 前川伊織
- 山口太幹
- 上山学
- 天田暦
- 増田俊樹
- 新野七瀬
- 川村瑠泉
- 飯田しゅん
- 池田千喜知
- 平木有真
- 山郷弘翔
- 秋沢淳子（友情出演）

## スタッフ
- 製作総指揮・プロデューサー：結城崇史
- 監督：松本准平
- 脚本：横幕智裕
- 音楽：小瀬村晶
- エンディング曲：
  - 辻井伸行（ベートーヴェン「ピアノ・ソナタ第8番 ハ短調 作品13（悲愴）」第2楽章）
- 協力：福島令子、福島智
- 撮影：長野泰隆（J.S.C.）
- 照明：児玉淳
- 録音：沼田和夫
- 編集：出野圭太
- 整音：越智美香
- 音響効果：安藤友章
- 美術：加藤ちか
- 装飾：柴田明良
- 小道具：佐藤千晃
- 衣装：加藤友美、（小雪担当）カドワキジュン子
- ヘアメイク：前田亜耶
- VFXディレクター：美佐田幸治
- DIスーパーバイザー：シン・ソンヒ
- 編集監修：上嗣麻子
- 助監督：黒田健介、北野隆
- キャスティング：石野美佳
- アドミニストレーションスーパーバイザー：長田健吾
- アシスタントプロデューサー：ヘリー・アン
- ラインプロデューサー：ロクサナ・リー
- プロダクションマネージャー：鷲頭政充
- 助成：文化庁文化芸術振興費補助金
- 制作プロダクション：THRONE.INC.、KARAVAN PICTURES PTE LTD.
- 配給：ギャガ
- 製作：スローネ、キャラバン・ピクチャーズ